# Hoyleton (Illinois)
Hoyleton – wieś w Stanach Zjednoczonych, w stanie Illinois, w hrabstwie Washington.